# Rutledge (Alabama)
Rutledge es un pueblo ubicado en el condado de Crenshaw en el estado estadounidense de Alabama. En el censo de 2000, su población era de 476.

## Demografía
En el 2000 la renta per cápita promedia del hogar era de $ 17.500$, y el ingreso promedio para una familia era de 22.500$. El ingreso per cápita para la localidad era de 10.226$. Los hombres tenían un ingreso per cápita de 25.179$ contra 18.583$ para las mujeres.

## Geografía
Rutledge está situado en 31°43′59″N 86°18′34″O / 31.73306, -86.30944 (31.733103,-86.309619)
Según la Oficina del Censo de los EE. UU., la ciudad tiene un área total de 3.32 millas cuadradas (8.60 km²).